# Acanthogonatus parana
Acanthogonatus parana is een spinnensoort in de taxonomische indeling van de bruine klapdeurspinnen (Nemesiidae).
Acanthogonatus parana werd in 1995 beschreven door Goloboff.